# Margaret Douglas, comtesse d'Arran
Margaret Douglas, comtesse d'Arran et duchesse de Châtellerault est une aristocrate écossaise.

## Biographie
Elle est la fille illégitime de James Douglas (3e comte de Morton) et de Catherine Stewart, fille de Jacques IV d'Écosse et de Marion Boyd qui ont trois filles : Margaret, Béatrix et Elizabeth, toutes trois déclarées irresponsables légales, comme leur mère, en raison de problèmes psychiques. Le titre nobiliaire de James est transmis à son gendre James Douglas, 4e comte de Morton, époux de sa fille Elizabeth. 
Sa sœur Beatrix épouse Robert Maxwell, 6e Lord Maxwell, et sa sœur Elizabeth épouse James Douglas, qui devient le 4e comte de Morton et régent d'Écosse. Les trois sœurs étaient atteintes de maladie mentale.
Margaret épouse James Hamilton, 2e comte d'Arran en 1532. Le demi-frère du comte, James Hamilton de Finnart, a négocié les conditions du mariage et encaissé un paiement de 4000 merks de la part du père de la mariée. Elle obtient des terres du clan Hamilton dans le West Lothian, comprenant notamment Kinneil House, Bo'ness, Inveravon, ainsi que les mines de charbon et les marais salants du rivage.
Certaines rumeurs font état d'une volonté de divorce de la part de son mari ; une action en justice est même mentionnée en 1545.
Margaret Douglas séjourne à Kinneil House en décembre 1546. En septembre 1550, elle loge au château d'Aberdour.
Le diplomate anglais Thomas Randolph, fait état de sa maladie en avril 1562, après que la maladie mentale de son fils James se soit déclarée.
Margaret décède en 1579.

## Enfants
Les enfants de Margaret Douglas sont :
- James Hamilton, 3e comte d'Arran, décédé en 1609.
- David Hamilton, qui a été otage en France
- John Hamilton, 1er marquis de Hamilton (1540-1604)
- Claude Hamilton, 1er Lord Paisley (1546-1621)
- Anne Hamilton, qui épouse George Gordon, 5e comte de Huntly
- Jean Hamilton, qui est élevée à l'abbaye d'Haddington en 1544. Elle accompagne Mary, reine d'Écosse en France en 1548. Jean épouse Hugh Montgomerie, 3e comte d'Eglinton mais ils divorcent en 1562[7].
- Barbara Hamilton (décédée en 1577), épouse de Alexander, Lord Gordon, puis James Fleming, 4e Lord Fleming